# مندوسة
مَنْدُوسَة (الاسم العلمي: Bruchus)، جنس حشرات خنفسية من فصيلة خنافس الورق.
تنتشر بشكل رئيسي في المنطقة القطبية الشمالية القديمة، وخاصًة في أوروبا. يوجد العديد منها في أجزاء أخرى من العالم، مثل أمريكا الشمالية، وأفريقيا، وأُدخلت أنواع من إلى أستراليا. العديد من أنواعه هي آفات زراعية سيئة السمعة.